# Kobuleti
Kobuleti (in georgiano ქობულეთი?) è una città della Georgia, centro amministrativo dell'omonima municipalità, facente parte dell'Agiaria. Bagnata dal Mar Nero, la città ospita un noto resort visitato annualmente da numerosi cittadini dei paesi dell'ex Unione Sovietica. Dista 21 km da Batumi. Nel censimento del 2014 la sua popolazione contava 16 546 abitanti.

## Storia
Il territorio dell'odierna Kobuleti è abitato sin dall'età della pietra. Alcuni scienziati hanno ritrovato reperti risalenti al mesolitico ed al neolitico. Dal XVII al XIX secolo la città fu un feudo della famiglia dei Tavdgiridze, prima sotto l'autorità del Principato di Guria e poi sotto quella dell'Impero ottomano. Nel corso della dominazione turca Kobuleti venne chiamata Çürüksu. Dopo la rivoluzione d'ottobre la città fu oggetto di un programma di ammodernamento.

## Cultura
L'area di Kobuleti è luogo di scavi archeologici. All'interno della municipalità si trovano anche le rovine della fortezza bizantina di Petra.

## Economia
Il 26 ottobre 2010 il Parlamento della Georgia ha votato un provvedimento volto allo sviluppo della zona turistica di Kobuleti. Il piano prevede la parziale esenzione fiscale degli investimenti nel settore alberghiero.

## Amministrazione

### Gemellaggi
- Alaverdi